# Cognomi da trovatelli in Italia
I cognomi da trovatelli sono i cognomi che hanno la loro origine nel fatto di essere stati assegnati ai bambini abbandonati.

## Origine
Sin dall'antichità era usanza avere un cognome. Questa usanza cadde in disuso con le invasioni barbariche, poiché la costumanza germanica prevedeva l'uso esclusivamente del nome.
A partire dal basso medioevo il cognome fu nuovamente adottato in tutta Italia, prima fra tutti dalla nobiltà e mano a mano anche dalle classi sociali più basse. Questo divenne poi obbligatorio a partire dal 1563 con il Concilio di Trento. Giunse dunque la necessità di assegnare dei cognomi anche ai trovatelli, i bambini che venivano abbandonati dai genitori naturali e solitamente accolti da brefotrofi e istituti religiosi. Questi erano solitamente cognomi convenzionali, con numerose varianti nelle varie città.

## Caratteristiche
I cognomi assegnati ai trovatelli variavano in base alla zona e al periodo storico, dando origine a centinaia di cognomi diversi.
- Cognomi con significato religioso: data la numerosa presenza di istituti religiosi che si occupavano degli esposti, era molto comune dare cognomi dal significato religioso a tali bimbi, in segno di buon auspicio, con numerose varianti in tutta Italia.
  - Del Papa fa riferimento alla consuetudine di chiamare i trovatelli dello Stato della Chiesa "figli del Papa". Ha ceppi in Toscana, Lazio e Abruzzo-Molise.[2]
  - Di Dio è tipico della Sicilia, presente sin dal 1400; le varianti Didio e Di Deo sono rispettivamente comuni nel teatino e nel materano.[3]
  - Diolaiuti è frequente vicino a Pistoia; è presente anche con le varianti Diomaiuti, Diotaiuti, Diotaiuta e Diolaiti[4] (quest'ultima probabilmente dovuta ad errori di trascrizione).
  - Diotallevi deriva dal prenome medievale Diotallevio, già utilizzato principalmente per i bambini abbandonati, portato tra gli altri dal pittore Diotallevio D'Antonio. Una famiglia Diotallevi fu marchese a Rimini, con possedimenti di alcuni territori in Istria. Il cognome è tipicamente marchigiano, con presenze anche in Umbria e nel Lazio.[5]
  - Diotisalvi, ormai quasi scomparso, ha origini lucane.[6]
  - Dioguardi, cognome presente in Sicilia, in Irpinia, in Puglia, nel Lazio ed in Piemonte.
- Cognomi che indicano lo stato di abbandono: sono molti i cognomi che venivano utilizzati dagli orfanotrofi per indicare lo stato originario di abbandono del portatore, a volte indicando in modo preciso l'orfanotrofio dal quale erano stati accolti.
  - Esposito, di origine napoletana, è probabilmente il cognome italiano da trovatelli più diffuso e deriva dalla ruota degli esposti, una struttura pubblica girevole nella quale i bambini venivano lasciati per affidarli alla carità pubblica. Con numerose varianti (Espositi, Esposto, Esposti, D'Esposito, Degli Espositi, Degli Esposti, Sposito, Spositi, Sposto, Sposti, Spisto, Spista, Spisti) presenti in tutta Italia, è in assoluto il quarto cognome italiano per diffusione[7][8].
  - Proietti, panitaliano ma di maggiore frequenza nel centro-nord, in particolare a Roma, deriva dal latino proiectus che significa "proiettato, gettato", quindi abbandonato sul sagrato della Chiesa o nella ruota di un orfanotrofio. Sue varianti sono Proietta, Proietto, Projetti, Projetto, Proitti, Proitto. Tra i portatori famosi si ricorda l'attore e showman Gigi Proietti.[9]
  - Trovato è diffuso principalmente nella Sicilia orientale. Sue varianti sono Trovatelli[10], Trovatello (tarantino e messinese), Trovatelli (pisano), Trovati, Trovatori (veneto) e Trovatore (milanese).[11]
  - Colombo, sebbene in alcuni casi derivi dal nome tardo latino Columbus, è principalmente noto per il suo utilizzo per i trovatelli accolti nell'Istituto di Santa Caterina della Ruota di Milano, conosciuto anche come Pia Casa degli Esposti e delle Partorienti, che aveva per simbolo una colomba; per questo motivo è ampiamente diffuso nella città metropolitana di Milano, risultando il primo per diffusione in Lombardia[12] ed il ventiduesimo in Italia.[13] È presente anche nelle varianti Columbo, Colombi, Colombelli, Colombetti, Colombina, Colombino,[14] Colombini, Colomboni e Colombin.[15]
  - Innocenti deriva principalmente dallo Spedale degli Innocenti di Firenze. Il cognome è secondo tra i cognomi più diffusi in Toscana ed è presente anche nelle forme, diffuse in diverse parti d'Italia, Innocente, Innocentini, Innocenza, Innocenzo, Innocenzi,[16] Degli Innocenti,[17] Nocenti, Nocentino e Nocentini.[18]
  - Incerti è un chiaro riferimento alla frase latina Incerti Patris, che indica la non conoscenza del padre del portante. È maggiormente presente nel reggiano e nel modenese.[19]
  - Ignoti, presente anche nella forma Ignoto, ha la stessa derivazione del precedente ed è tipicamente siciliano.[9]
  - Casadei fa riferimento agli orfanotrofi religiosi. È presente, in Lazio, nella variante Casadidio.[20] È storicamente molto diffuso in Romagna, in particolare nel forlivesee nel cesenate.
  - Conforti indica un augurio di salute e fortuna ai trovatelli. Confuorti è la variante napoletana.
  - Regalato, ad indicare l'abbandono come un dono.[10]
  - Fortunati, ad indicare la fortuna del trovatello ad essere stato trovato.[10]
  - Sperandio e Dellasanta, ad indicare l'affidamento ai santi in assenza della madre biologica.[10]
- Cognomi riferiti ad oggetti di uso comune, frequenti per esempio nell'Istituto delle Laste di Trento.
  - Bottiglia fa riferimento ai recipienti.[10]
  - Posata fa riferimento alle stoviglie.[10]
  - Salvietta fa riferimento agli asciugamani.[10]
  - Sala fa riferimento alla stanza.[10]
  - Sedili fa riferimento ai sedili, posti in cui sedersi.[10]
  - Tavola fa riferimento alla tavola.[10]
  - Tazza fa riferimento alle tazze.[10]
  - Terraglia fa riferimento al tipo di ceramica.[10]
  - Tovaglia fa riferimento alla tovaglia.[10]
- Cognomi riferiti al nome del trovatello, tipici allo stesso modo dell'Istituto delle Laste di Trento.[10]
- Cognomi in riferimento a luoghi geografici, utilizzati nel medesimo istituto.[10]
  - Padovani, in riferimento al toponimo Padova.[10]
  - Dalpiaz.[10]
  - Fornace, dal nome di un centro abitato locale.[10]
- Cognomi con riferimenti temporali al momento in cui il bambino è stato ritrovato.[10]
  - Martedi, in riferimento al martedì, giorno della settimana.[10]
  - Marzini, in riferimento al mese di marzo.[10]
  - Ottavo, assegnato l'8 dicembre.[10]
  - Pasquali, in riferimento a Pasqua.[10]
  - Silvestrini, attribuito il 1º gennaio in riferimento alla festa di San Silvestro.[10]
  - Primo, assegnato il primo del mese.[10]
- Cognomi in riferimento ad aspetti della vita religiosa o a figure ecclesiastiche, tipici degli istituti religiosi.[10]
  - Preti, in riferimento ai sacerdoti cattolici.[10]
- Cognomi che indicano qualità morali, dal fine beneaugurale.[10]
  - Modesti, in riferimento alla modestia.[10]
- Cognomi che indicano aspetti caratteriali o caratteristiche fisiche.[10]
  - Briosi.[10]
  - Bassi.[10]
- Cognomi indicanti condizioni di salute precarie.[10]
  - Giali, in riferimento all'itterizia.[10]
- Cognomi indicanti mestieri.[10]
  - Tagliaferro, indicante il mestiere del fabbro.[10]
- Cognomi che indicano accessori.[10]
  - Zaini, in riferimento agli zaini.[10]
- Cognomi che indicano la condizione gemellare.[10]
  - Isidi, dal greco isos, "uguale".[10]